# Jasenie
Jasenie es un municipio del distrito de Brezno en la región de Banská Bystrica, Eslovaquia, con una población estimada a final del año 2024 de 1154 habitantes.
Se encuentra ubicado al noreste de la región, cerca del curso alto del río Hron —un afluente izquierdo del Danubio— y de la frontera con las regiones de Žilina y Prešov.

## Demografía
| Año        | 1994 | 2004    | 2014    | 2024    |
| ---------- | ---- | ------- | ------- | ------- |
| Población  | 1188 | 1104    | 1197    | 1154    |
| Diferencia |      | −7,07 % | +8,42 % | −3,59 % |

| Año        | 2023 | 2024    |
| ---------- | ---- | ------- |
| Población  | 1140 | 1154    |
| Diferencia |      | +1,22 % |